# Leon Sokolovský
Leon Sokolovský (Rimakokova, 1949. november 2. –) szlovák történész.

## Élete
Szülei Leon Sokolovský (1919-1987) és Júlia Bálintová.
1956-1961 között szülőfalujában tanult, majd 1961-1965 között a rimaszombati alapiskolát látogatta. Ugyanott folytatta középiskolai tanulmányait 1968-ig. Érettségijét követően a Comenius Egyetem történelem-német nyelv tanári szakán tanult tovább, majd 1970-ben átlépett a levéltár szakra. 1973-ban promovált. Előbb a csehszlovák történelem és levéltár szak asszisztense, majd 1976-tól szakmai asszisztens lett. 1982-1984 között marxizmus-leninizmus esti egyetemet végzett és 1985-1986-ban pedagógiát is végzett.
1974-től bölcsész kisdoktori fokozatot szerzett. 1986-tól a történelemtudományok kandidátusa. 1994-ben habilitált a Comenius Egyetemen és a történelem segédtudományai szak docense lett. 1996-tól Jozef Novákot követően a levéltári tanszék vezetője. 1999-től a történelem szak egyetemi professzora. 2000-ben a levéltár és történelmi segédtudományok szak önállósult, s itt folytatta tevékenységét, melynek 2011-ig volt a vezetője.
1968-ban alapító tagja volt a Gömör-kishonti Honismereti Társaságnak (Gemersko–malohontská vlastivedná spoločnosť).

## Elismerései
- Rimakokova díszpolgára
- 2019 Szlovákia Védelmi Minisztériumának arany emlékérme[1]

## Művei
- 1995 Erb Rimavskej Soboty.
- 1997 Byrokrati v uniformách. Keď štátni úradníci nosili uniformy.
- 1997 Stručné dejiny Malohontu od roku 1803. Martin.
- 2002 Správa stredovekej dediny na Slovensku.
- 2002 Dedina na valašskom práve. Svojrázny typ obecnej pospolitosti.
- 2004 Ani mesto, ani dedina. Slobodné dediny na Slovensku.
- 2004 Historické aspekty v lokálnom a regionálnom povedomí (na príklade Gemera-Malohontu a Novohradu).
- 2006 Armáles Klenovca z roku 1853.
- 2008 Gemer-Malohont z pohľadu 19. storočia.
- 2012 Funkcionári malohontského dištriktu I. 1688-1702.
- 2014 Formy vnútornej a vonkajšej komunikácie stolíc.
- 2020 Pečate stolíc predialistov ostrihomského arcibiskupa.[halott link] Vojenská história 2020/3, 7-18.